# Lipy (województwo świętokrzyskie)
Lipy – wieś w Polsce położona w województwie świętokrzyskim, w powiecie kieleckim, w gminie Chmielnik.
W latach 1975–1998 miejscowość administracyjnie należała do województwa kieleckiego.